# 授權 (資安)
授權（英語：Authorization）一般是指对信息安全或计算机安全相关的资源定义与授予访问权限，尤指存取控制。动词“授权”可指定义访问策略与接受访问。例如，人力资源人员通常被授权访问员工记录，而这个策略通常被形式化为计算机系统中的访问控制规则。在运行期间，系统使用已定义的访问控制规则决定是接受还是拒绝经过身份验证的访问请求  。可被授权的资源多种多样，包括但不限于单个或数个文件或数据、计算机程序、计算机设备以及计算机软件提供的功能。而得到授权的是计算机用户、计算机软件和/或其他硬件。

## 相关解读

### 公共政策
在公共政策中，授权（authorization）是用于安全或社会控制的可信系统的一个特征。

### 银行业
在銀行业中，授权是用户使用借记卡或信用卡购物时对账户额度的一种使用。